# Rothley
Rothley – wieś w Anglii, w hrabstwie Leicestershire, w dystrykcie Charnwood. Leży 9 km na północ od miasta Leicester i 151 km na północny zachód od Londynu. W 2001 miejscowość liczyła 3612 mieszkańców.